# Анатомія рослин
Анато́мія росли́н (гістологія рослин) — наука про мікроскопічну (клітинну) будову рослинних тканин, їх походження, закономірності розвитку і розташування в окремих органах. Анатомія рослин тісно пов'язана з фізіологією рослин. З анатомії рослин виділилась окрема дисципліна — цитологія рослин, що вивчає структуру рослинної клітини.

## Генеза
Анатомія рослин зародилася з винаходом мікроскопа і розвивалася разом з вдосконаленням мікроскопічної техніки. Основоположники анатомії рослин — М. Мальпігі (1675—79) і Н. Грю (1682), незалежно один від одного, описали найголовніші тканини рослин. Та лише 1812 І. Мольденгавер остаточно довів, що рослинні тканини побудовані з клітин.

## Об'єкт дослідження
Клітини, з яких складаються рослини, надзвичайно різноманітні формою і функціями. Основні життєві функції властиві більш-менш ізодіаметричним (паренхімним) клітинам. Для дуже видовжених клітин (прозенхімних) характерні механічні функції; по них також пересуваються вода й поживні речовини.
Найголовніші рослинні тканини: покривні, основні, провідні, механічні, видільні. Всі вони розвиваються з твірних тканин (меристем).

## Розвиток анатомії рослин
Для розвитку цього розділу науки велике значення мали праці вітчизняних вчених — І. П. Бородіна, В. Г. Александрова, В. Ф. Раздорського, М. П. Кренке, Л. О. Іванова, В. Р. Заленського, М. О. Максимова, В. М. Любименка, О. О. Табенцького.

## Прикладне значення
Дані анатомії рослин широко використовують в систематиці й рослинництві. Вони мають велике значення також при визначенні складу і якості фармацевтичних, харчових, кормових продуктів, деревини, рослинних текстильних волокон та ін. видів рослинної сировини.

## Відомі науковці
- Катерина Езау